# Self Data
Le Self Data se définit comme « la production, l’exploitation et le partage de données personnelles par les individus, sous leur contrôle et à leurs propres fins ». 
Le concept a été développé par la FING dans le cadre du programme d’exploration MesInfos. D’autres initiatives existent en Europe et aux États-Unis. 

## Fonctionnement
L’individu obtient l'accès, dans des systèmes d’informations, aux données le concernant. Il peut en ajouter d’autres : données ouvertes, données qu’il capte lui-même,… Il les stocke et les administre de manière sécurisée. Enfin, l’exploitation de ces données via des applications ou des services tiers lui permet d’avoir accès à de nouveaux services et de nouveaux usages : faire des choix de consommation, obtenir de l'aide à la décision, contribuer à des projets collectifs,…